# Garlieb Sillem

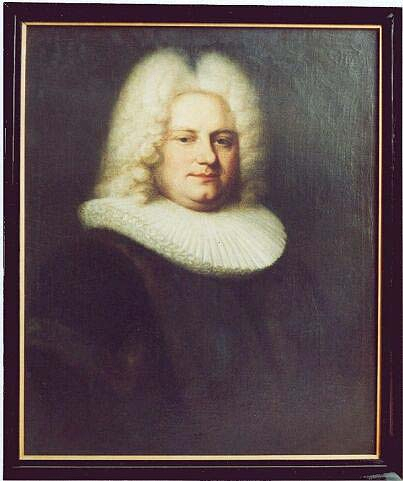
Garlieb Sillem

Garlieb Sillem (in het Nederduits Garlev Sylm) (geb. Hamburg, 15 juni 1676 - aldaar, 26 december 1732), was een Hamburgs jurist en burgemeester. Hij was lid van de Jacobse tak van het geslacht Sillem.

## Achtergrond
Leden van het geslacht Sillem hadden al sinds het midden van de 16de eeuw zitting in de senaat en in de burgerlijke colleges van de stad Hamburg. Garlieb Sillem was de zoon van senator Hieronymus Sillem (Hamburg 7 febr. 1648 - aldaar 10 november 1710) die sinds 1690 zitting had in de senaat van Hamburg en van Margaretha Langenbeck, dochter van senator Garlev Langenbeck (Hamburg 1597 - aldaar 10 okt. 1662)

## Jeugd en opleiding
Garlieb Sillem was 10 jaar oud toen zijn oom Hieronymus Schnitger en Cord Jastram, de beide leiders van de volkspartij, het leven lieten op het schavot. Hieronymus Schnitgers vrouw was de zuster van Hieronymus Sillem (de vader van Garlieb). Een andere zuster van Hieronymus Sillem trouwde in 1688 met burgemeester Joachim Lemmermann, een meedogenloze tegenstander van Schnitger. Jacob Sillem, Garliebs neef, zat in 1686 nog in de senaat, terwijl de jurist Nikolaus Sillem als medeplichtige van Schnitger werd gestraft met een verbanning van tien jaar en een hoge geldboete. Ook viel Garliebs vader in ongenade bij de partijleiding toen hij in zijn hoedanigheid van ‘praetor’ op bevel van de senaat een parlementslid wegens een muntmisdrijf liet arresteren. De senator werd in 1696 door het parlement afgezet, waarna de senaat vergeefs stappen ondernam om zijn terugkeer te bewerkstelligen. Pas in 1709 werd Hieronymus Sillem gerehabiliteerd door de keizerlijke commissie onder leiding van Damian Hugo graaf Schönborn die in 1708 was gekomen om de stedelijke moeilijkheden tot een oplossing te brengen. Dit vormt ongetwijfeld de verklaring voor het feit dat Garlieb Sillem, die in 1696 op het punt stond om na twee jaar academisch gymnasium - het Johanneum - naar de universiteit te gaan, zijn academische rijpheid niet volgens het gebruik aantoonde met een verhandeling in het Latijn over een klassiek schrijver, maar in plaats daarvan een ‘plichtmatig antwoord’ uitbracht, waarin hij zijn ouders met menig geleerd citaat verdedigde tegen “de goddeloze laster van de door Hamburg gevangengenomen en door de schandklok begeleide voormalige gerechtsvoorzitter August Wygandt”. Deze ‘laster’ bestond ook uit het feit dat gerechtsvoorzitter August Wygandt tevens de moeder van Garlieb Sillem (Margaretha Langenbeck) via een gedrukt smaadschrift beschuldigd had van het vergiftigen van een van haar bedienden.
Na het afsluiten van zijn studie aan het Johanneum begon Garlieb met zijn rechtenstudie, allereerst aan de Viadrina Universiteit in Frankfurt aan de Oder, daarna in het jaar 1698 aan de universiteit in Halle en tot slot aan de universiteit van Frankfurt aan de Main. Zijn professoren waren o.a. Heinrich Locius, Johann Christoph Bachmann en Samuel Styckins aan welke geleerden hij altijd met dankbaarheid terugdacht.
In 1704 keerde hij van een buitenlandse reis door Frankrijk en Nederland naar Hamburg terug.

## Werkzaam leven
In 1704 vestigde Sillem zich als advocaat te Hamburg en werd vier jaar later tot licentiaat in de rechten benoemd door de Universiteit van Franeker.
In het jaar 1709 begon een keizerlijke commissie onder leiding van bovengenoemde graaf Schönborn met het ontwerp van een nieuwe stadsgrondwet. In 1710 werd besloten aan de drie reeds benoemde juridisch adviseurs van deze grondwetscommissie een vierde toe te voegen. Deze benoeming viel Garlieb Sillem ten deel, twee maanden voor het overlijden van zijn vader, op 8 september 1710. In naam van de raad kreeg de nieuwe juridisch adviseur de opdracht mee te werken aan de herziening van de stadsgrondwet. De door de keizerlijke commissie samen met de stedelijke commissies uitgewerkte nieuwe grondwet gold als bijzonder liberaal, ofschoon de meerderheid van de inwoners uitgesloten bleef van de politieke besluitvorming.

In 1711 werd Sillem voorzitter van de gezondheidscommissie. In deze hoedanigheid voerde hij in 1712 en 1713 omvangrijke maatregelen door om te voorkomen dat de naderende pest de stad zou binnendringen. De stad werd echter door de ziekte niet ontzien. Rond de 10.000 mensen vielen aan de epidemie ten prooi. Garlieb Sillem zorgde voor artsen en genees- en voedingsmiddelen voor de noodlijdende bevolking en liet de zieken zo goed mogelijk door speciale handen verzorgen.

### Burgemeester
Een van de functies van Garlieb Sillem was het onderhouden van de buitenlandse betrekkingen, die heel belangrijk waren voor de handel voor de stad Hamburg. Hij zorgde steeds voor een bijzonder goede verstandhouding met de gezantschappen van koningen en vorsten. Zo feliciteerde hij in 1714 Georg I, keurvorst van Hannover, persoonlijk met diens kroning tot koning van Engeland. Als erkenning en waardering voor zijn grote verdiensten, met name door de daadkrachtige wijze waarop hij Hamburg door de pestepidemie had geholpen, werd hij in 1717 tot burgemeester van Hamburg gekozen. In 1723 werd Garlieb Sillem benoemd tot de eerste, zogenaamde woordvoerende burgemeester van de stad.

### Godsdiensttwisten in Hamburg
Nieuwe tegenspoed kondigde zich aan. In het streng lutherse Hamburg was het katholieken niet toegestaan kerkdiensten te houden. Slechts in Altona mochten zij de mis horen. Maar natuurlijk moest de stad de gezantschappen van katholieke staten toestemming geven voor eigen kapellen en deze werden ook door een gedeelte van de in Hamburg wonende katholieken bezocht. Ook op het gebied van het keizerlijke gezantschap bevond zich een dergelijke kapel. In 1719 liet de gezant een van de straatkant afgewende en daardoor onopvallende uitbreiding bouwen, een kapel. Maar uit de kapel drong toch gezang en orgelspel door in de richting van de straat en dat herinnerde de voorbijgangers al te hoorbaar aan de aanwezigheid van de nog overgebleven katholieken in de stad. De gezant zette in alle stilte vaart achter de bouw. Zijn handelen in het verborgene ergerde de lutherse geestelijkheid. Al langer klonken van de kansels boosaardige aanvallen tegen de andersgezinden en toen het aanbouwsel ten slotte zijn voltooiing naderde, kwamen de predikanten met nog meer aantijgingen. De raad trok zich uit de zaak terug door de gebeurtenissen voor te leggen aan het parlement dat besloot om het bouwterrein te laten afsluiten. De raad vreesde echter zich de woede van de keizer in Wenen op de hals te halen en wachtte af.
Niet lang daarna verstoutten de geestelijken zich om het neerhalen van het ‘duivelsnest’ te eisen. Tijdens een kerkdienst vlogen de eerste stenen door de ramen van de keizerlijke kapel en het gezantschapsgebouw werd met een hagel van nog meer stenen bekogeld. Het volk tierde terwijl de politie wegkeek. Vervolgens bestormde de menigte het gebouw van het gezantschap; documenten vlogen in het rond, huisraad werd verbrijzeld en er werd geplunderd.

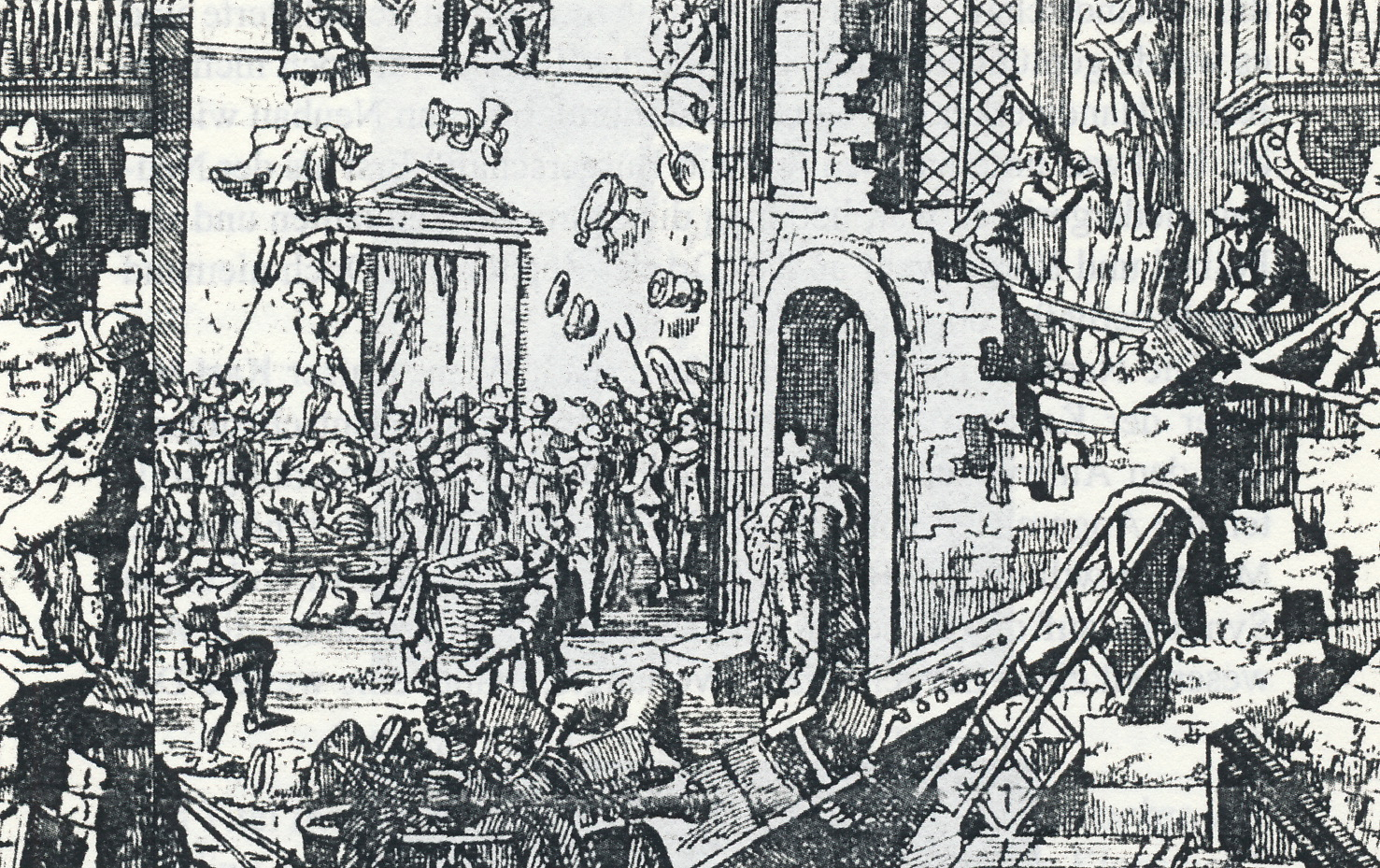
Bestorming van de katholieke kapel van de gezant van Keizer Karel VI door lutherse Hamburgers

Het einde van de terreur was echter nog niet bereikt; handwerklieden verschenen en braken de nieuwbouw weer af. En wat ondernamen de raad en het parlement? Pas toen de nieuwbouw was neergehaald, liet men de stormklokken luiden en riep men politie en burgerwacht naar de plaats van de verwoesting, maar niemand werd gearresteerd of bestraft.
Het nieuws bereikte al snel Wenen. Keizer Karel VI verlangde een financiële vergoeding en het optreden van een prominente afvaardiging. De aangekomen reizigers moesten de keizer met een knieval om vergiffenis vragen. Pas na vijfenhalve maand stemde het parlement ermee in om een raadsheer en een juridisch adviseur naar Wenen te sturen. De keizer echter verlangde de aanwezigheid van een burgemeester en dus moest een tweede afvaardiging naar Wenen afreizen. Dit keer werden Garlieb Sillem, de raadsheer Bartold Hinrich Brockes en twee hoge kerkelijke vertegenwoordigers gestuurd. Brockes was dichter en natuurwaarnemer en hij prees de wijsheid en goedheid van God in zijn negendelige gedichtenbundel getiteld ‘Keizer Karel VI, de vader van Maria Theresia Irdisches Vergnügen in Gott’ (Aards genoegen in God).
In mei 1721 kwam de delegatie aan in Wenen. Pas in juni verkreeg zij een audiëntie bij prins Eugen. Welwillend ontving hij de afvaardiging en uitte meteen de wens dat men zijn persoonlijke kennis generaal von Schmettau als stadscommandant van Hamburg zou aanstellen. Ook aan het keizerlijke hof was men de Hamburgers niet ongunstig gezind. Zo ontving de invloedrijke vicekanselier Friedrich Karl graaf Schönborn, waarschijnlijk een familielid van de gelijknamige keizerlijke gelastigde, de afvaardiging in Hamburg. De graaf gaf een nauwkeurige opsomming van al het verzet bij de Hamburgse voorvallen en hield de afgevaardigden voor dat de keizer genade voor recht wilde doen gelden als de stad meer acht zou slaan op Zijne Keizerlijke Majesteit dan op zijn tegenstanders. Tenslotte was de keizerlijke arm lang en sterk genoeg om de stad tegen ieder onrechtmatig geweld te beschermen.
Er volgde een audiëntie bij graaf Windischgrätz, de keizerlijke juridisch adviseur. In alle strengheid gaf hij te kennen dat de stad het verdiend zou hebben om tot op de grond toe gelijk gemaakt te worden. Pas op 8 juli 1721 om 4 uur ‘s middags werd de afvaardiging bij zijne Majesteit ontboden. Vooraf had Brockes een gedicht geschreven, dat eindigde met de wens dat de keizer het jaar daarop een troonopvolger zou worden geschonken. (Helaas ging deze wens niet in vervulling). Het gedicht was vóór de audiëntie onder het bord van de keizer gelegd en duidelijk welwillend ontvangen. Nadat Garlieb Sillem om de keizerlijke genade had gesmeekt en het berouw van de stad had uitgesproken, “maakten we”, zoals hij aan de raad berichtte, “allen een knieval”. Zijne Majesteit onderbrak ons echter met het bevel, dat we moesten opstaan. Toen dit gebeurd was, had Zijne Majesteit ons tegen zijn gewoonte in zeer duidelijk en kenbaar geantwoord dat hij de stad opnieuw zijn genade wilde schenken, omdat de raad en het parlement zo serieus berouw hadden getoond".
De keizerlijke genade was weliswaar herwonnen maar de schadevergoeding moest wel nog worden vastgesteld. Garlieb Sillem bevond zich daarbij in de netelige situatie dat hij zowel de Oostenrijkse ministers als de Hamburgse raad en het parlement tegemoet moest komen en omdat de burgemeester geen volmacht had gekregen, gingen de berichten heen en weer tussen Wenen en Hamburg. De ministers vorderden aanvankelijk 200.000 rijksthaler. Dit bedrag werd later teruggebracht naar 150.000 rijksthaler, maar de Hamburgse raad moest zich wel verplichten voor het gezantschap een nieuw gebouw ter beschikking te stellen. Bereidwillig werd het Görzsche paleis aan de Neuer Wall nr. 86 ter beschikking gesteld. Dat kostte de stad nog eens 120.000 bancomark. Nadat men het ook eens was geworden over de zekerheden en de betalingstermijn, keerde de afvaardiging naar Hamburg terug. Zij had een kwartjaar in Wenen doorgebracht.

### Eerste woordvoerende burgemeester

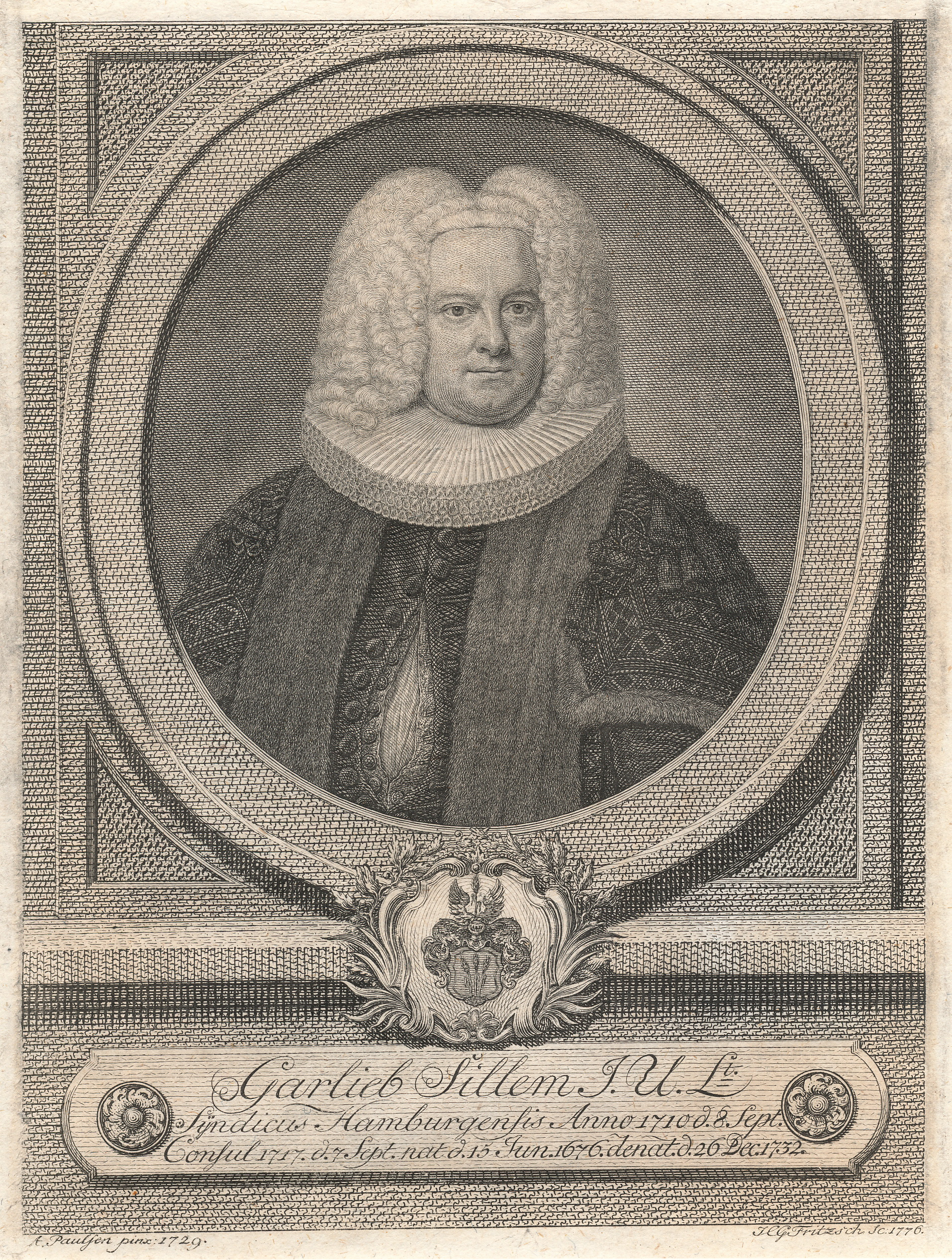
Garlieb Sillem, Kopergravure

In 1717 werd Garlieb Sillem tot burgemeester van de stad Hamburg benoemd en in 1723 werd hij benoemd tot de eerste, zogenaamde woordvoerende burgemeester van de stad. Het was het hoogtepunt van zijn carrière; in Hamburg heette zijn functie “Worthaltenden Stadtoberhaupt”, een positie, overeenkomende met de waardigheid van regerende hertogen of vorsten. In het Hanseatisch Magazin uit 1801 is over de voor de lotgevallen (Geschicke) van Hamburg zo verdienstelijke Garlieb Sillem, het volgende te lezen:
"Krachtdadig en bij voortduring bezig voor het welzijn van de mensheid en het vaderland in droeve tijden van burgertwist, van buitenlandse overheersing en van de pest, waaraan in hoofdzaak door hem, als stichter en als leider van de toenmalige tijdelijke Geneeskundige Commissie paal en perk werd gesteld; later, in rustige tijden, was hij een standvastige en gelukkige leider van de gelouterde samenleving".
Volgens de overlevering rustten in deze hoedanigheden de volgende verantwoordelijkheden op hem:
1718-1721:	Werk- en tuchthuis, spinhuis,
		Algemene inspectie van de vorstelijke stallen
1718-1723:	Munterij
1721-1722:	Admiraliteitsgerecht
1721-1723:	St. Jürgen Hospital, St. Hiob Hospital, St. Gertrudenkapel, St. Johannes klooster
1723-1732:	Pokkenhuis, Domstructuur, raadswijnkelder, raadsapotheek, convent, logement en ziekenhuis, weeshuis en krijgsraad (krijgswezen van de stad).
Pas op 42-jarige leeftijd, in 1718, trad Garlieb Sillem in het huwelijk met Anna Gull (1694-1747). Samen kregen zij drie kinderen: De dochters Hanna (1720-1806) en Lucia (1723-1788) en een zoon: Garlieb II (1726-1792). Laatstgenoemde trad in de voetsporen van zijn vader; ook hij bracht het tot licentiaat in de rechten en werd als zodanig tot raadssecretaris en later tot juridisch adviseur gekozen. Diens zoon, Martin Garlieb Sillem, werd de latere eerste woordvoerende burgemeester van Hamburg.
Een lang leven was Garlieb Sillem niet beschoren. Hij stierf op Tweede Kerstdag van het jaar 1732 in zijn 56ste levensjaar. Een tijdgenoot beschreef hem:
"In de nacht van 26 december 1732 is overleden "zijne doorluchte grootheid, de zeer Edele, standvastige en Hooggeleerde Heer de heer Garlieb Sillem, J.U.L., de oudste en p.t. presiderende hoogstverdienstelijke burgemeester. Op 5 januari 1732 is hij in de St.-Petri-Kirche te Hamburg begraven, begeleid door een groot aantal hoogstaande personen, alsmede 420 vooraanstaande kooplieden en burgers, zonder daarbij te tellen het aantal geleerden, kerkleiders en rouwenden, onder begeleiding van een prachtige treurmuziek."
Sillem had de teksten van de treurzangen in zijn zwanenzang, die bij zijn begrafenisplechtigheid zouden worden voorgedragen, zelf geschreven. De in die tijd reeds beroemde componist Georg Philipp Telemann had de teksten op muziek gezet. Telemann was destijds cantor van de
St.-Petri-Kirche te Hamburg en dirigeerde zelf het requiem dat hij voor deze gelegenheid had geschreven. Daar het de gewoonte was om na het heengaan van vooraanstaande personen een professor van het Johanneum huldigende woorden te laten uitspreken, bepaalde Garlieb: “De maker van het programmaboekje wil ik op het hart drukken om alle vleierijen en loftuitingen achterwege te laten. Deze dienen geen enkel nut en ik heb mij daar tijdens mijn leven steeds zeer aan geërgerd. Zo ik al wat goeds in de wereld zou hebben bereikt, waarnaar ik ten minste met goddelijke hulp heb gestreefd, dan heb ik toch slechts dat gedaan wat ik schuldig was en zal voor God en de mensen een even nutteloze knecht blijven".

Zoals zijn laatste 'Zwanenzang' bewijst, was Garlieb dichterlijk begaafd. Evenzo hield hij van schilderijen; na zijn dood werden in totaal 95 schilderijen van binnen- en buitenlandse meesters voor 8000 bancomark verkocht.

In het 'Hanseatisch Magazin' uit 1801 is de volgende karakterisering van deze zeer verdienstelijke man te vinden:

“Vol kracht en onvermoeid heeft hij zich ingezet voor het welzijn van de mensen en voor het vaderland in sombere tijden van burgertwist, vreemde overheersing en de pest waartegen met name hij, als oprichter en hoofd van de toenmalige tijdelijke gezondheidsafdeling een dam opwierp; later gaf hij in rustige tijden steevast en gelukkig leiding aan de bijgewerkte grondwet".
- Gemeinsame Normdatei: 115388222
- International Standard Name Identifier: 0000 0000 5149 4873
- Library of Congress Control Number: no2009013365
- Nationale Bibliotheek van Israël: 987007414585705171
- Istituto Centrale per il Catalogo Unico: BVEV148843
- Système universitaire de documentation: 192081853
- Virtual International Authority File: 42566835
- WorldCat: E39PBJhCMd3WrG6mmGwWxrtBT3